# サテライト賞 主題歌賞
サテライト賞 主題歌賞（Satellite Award for Best Original Song）は、サテライト賞の賞の一つ。

## 受賞結果

### 1990年代
| 年                                 | 曲名                                 | 作品名                                       | 候補者                                                             | 出典  |
| ---------------------------------- | ------------------------------------ | -------------------------------------------- | ------------------------------------------------------------------ | ----- |
| 1996                               |                                      |                                              |                                                                    |       |
| 「ユー・マスト・ラヴ・ミー」       | 『エビータ』                         | アンドルー・ロイド・ウェバー、ティム・ライス | [ 1 ]                                                              |       |
| 「ペインテッド・フロム・メモリー」 | 『グレイス・オブ・マイ・ハート』     | エルヴィス・コステロ、バート・バカラック     | [ 1 ]                                                              |       |
| 「Kissing You」                    | 『ロミオ+ジュリエット』              | デズリー、ティム・アタック                   | [ 1 ]                                                              |       |
| 「That Thing You Do!」             | 『すべてをあなたに』                 | アダム・シュレシンガー                       | [ 1 ]                                                              |       |
| 「Walls」                          | 『彼女は最高』                       | トム・ペティ                                 | [ 1 ]                                                              |       |
| 1997                               | 「マイ・ハート・ウィル・ゴー・オン」 | 『タイタニック』                             | ジェームズ・ホーナー、ウィル・ジェニングス                         | [ 2 ] |
| 1997                               | 「ジャーニー・トゥ・ザ・パスト」     | 『アナスタシア』                             | スティーヴン・フラハーティ、リン・アーレンズ                       | [ 2 ] |
| 1997                               | 「ワンス・アポン・ア・ディセンバー」 | 『アナスタシア』                             | スティーヴン・フラハーティ、リン・アーレンズ                       | [ 2 ] |
| 1997                               | 「ソング・フォー・ママ」             | 『ソウル・フード』                           | ベイビーフェイス                                                   | [ 2 ] |
| 1997                               | 「トゥモロー・ネヴァー・ダイ」       | 『トゥモロー・ネバー・ダイ』                 | シェリル・クロウ、ミッチェル・フルーム                             | [ 2 ] |
| 1998                               | 「ミス・ア・シング」                 | 『アルマゲドン』                             | ダイアン・ウォーレン                                               | [ 3 ] |
| 1998                               | 「Anyone at All」                    | 『ユー・ガット・メール』                     | キャロル・キング、キャロル・ベイヤー・セイガー                     | [ 3 ] |
| 1998                               | 「The Flame Still Burns」            | 『スティル・クレイジー』                     | マーティ・フレデリクセン、ミック・ジョーンズ、クリス・ディフォード | [ 3 ] |
| 1998                               | 「That'll Do」                       | 『ベイブ/都会へ行く』                        | ランディ・ニューマン                                               | [ 3 ] |
| 1998                               | 「ホエン・ユー・ビリーヴ」           | 『プリンス・オブ・エジプト』                 | アダム・シュレシンガー                                             | [ 3 ] |
| 1999                               | 「ホエン・シー・ラブド・ミー」       | 『トイ・ストーリー2』                        | ランディ・ニューマン                                               | [ 4 ] |
| 1999                               | 「(I) Get Lost」                     | 『ストーリー・オブ・ラブ』                   | エリック・クラプトン                                               | [ 4 ] |
| 1999                               | 「セイヴ・ミー」                     | 『サウスパーク/無修正映画版』                | トレイ・パーカー、マーク・シャイマン                               | [ 4 ] |
| 1999                               | 「Mountain Town」                    | 『マグノリア』                               | エイミー・マン                                                     | [ 4 ] |
| 1999                               | 「ワールド・イズ・ノット・イナフ」   | 『ワールド・イズ・ノット・イナフ』           | デヴィッド・アーノルド、ドン・ブラック                             | [ 4 ] |
| 1999                               | 「Still」                            | 『ドグマ』                                   | アラニス・モリセット                                               | [ 4 ] |

### 2000年代
| 年   | 曲名                                                     | 作品名                                      | 候補者                                                                                   | 出典   |
| ---- | -------------------------------------------------------- | ------------------------------------------- | ---------------------------------------------------------------------------------------- | ------ |
| 2000 | 「アイヴ・シーン・イット・オール」                       | 『ダンサー・イン・ザ・ダーク』              | ビョーク、ショーン、ラース・フォン・トリアー                                             | [ 5 ]  |
| 2000 | 「シングス・ハヴ・チェンジド」                           | 『ワンダー・ボーイズ』                      | ボブ・ディラン                                                                           | [ 5 ]  |
| 2000 | 「Yours Forever」                                        | 『パーフェクト ストーム』                   | ジェームズ・ホーナー                                                                     | [ 5 ]  |
| 2000 | 「A Fool In Love」                                       | 『ミート・ザ・ペアレンツ』                  | ランディ・ニューマン                                                                     | [ 5 ]  |
| 2000 | 「マイ・ファニー・フレンド・アンド・ミー」               | 『ラマになった王様』                        | デヴィッド・ハートリー、スティング                                                       | [ 5 ]  |
| 2001 | 「All Love Can Be」                                      | 『ビューティフル・マインド』                | ジェームズ・ホーナー、ウィル・ジェニングス                                               | [ 6 ]  |
| 2001 | 「カム・ホワット・メイ」                                 | 『ムーラン・ルージュ』                      | デヴィッド・ベアウォルド                                                                 | [ 6 ]  |
| 2001 | 「永遠に愛されて」                                       | 『パール・ハーバー』                        | ダイアン・ウォーレン                                                                     | [ 6 ]  |
| 2001 | 「バニラ・スカイ」                                       | 『バニラ・スカイ』                          | ポール・マッカートニー                                                                   | [ 6 ]  |
| 2001 | 「I Fall Apart」                                         | 『バニラ・スカイ』                          | ナンシー・ウィルソン、キャメロン・クロウ                                                 | [ 6 ]  |
| 2002 | 「Something to Talk About」                              | 『アバウト・ア・ボーイ』                    | バッドリー・ドローン・ボーイ                                                             | [ 7 ]  |
| 2002 | 「8 Mile」                                               | 『8 Mile』                                  | エミネム、ルイス・レスト                                                                 | [ 7 ]  |
| 2002 | 「ダイ・アナザー・デイ」                                 | 『007/ダイ・アナザー・デイ』                | マドンナ、ミルウェイズ・アマッザイ                                                       | [ 7 ]  |
| 2002 | 「Love Is a Crime」                                      | 『シカゴ』                                  | グレッグ・ローソン、デニス・アイゼンバーグ・リッチ、デーモン・シャープ、リック・ウェイク | [ 7 ]  |
| 2002 | 「ワーク・イット・アウト」                               | 『オースティン・パワーズ ゴールドメンバー』 | ビヨンセ、ファレル・ウィリアムス、チャド・ヒューゴ                                       | [ 7 ]  |
| 2002 | 「Girl on the Roof」                                     | 『ヴァン・ワイルダー』                      | デヴィッド・ミード                                                                       | [ 7 ]  |
| 2003 | 「Siente Mi Amor (Feel My Love)」                        | 『レジェンド・オブ・メキシコ/デスペラード』 | ロバート・ロドリゲス                                                                     | [ 8 ]  |
| 2003 | 「Cross the Green Mountain」                             | 『ゴッド&ジェネラル/伝説の猛将』            | ボブ・ディラン                                                                           | [ 8 ]  |
| 2003 | 「Great Spirits」                                        | 『ブラザー・ベア』                          | フィル・コリンズ                                                                         | [ 8 ]  |
| 2003 | 「The Heart of Every Girl」                              | 『モナリザ・スマイル』                      | エルトン・ジョン                                                                         | [ 8 ]  |
| 2003 | 「How Shall I See You Through My Tears」                 | 『キャンプ』                                | ボブ・テルソン、リー・ブロウアー                                                         | [ 8 ]  |
| 2003 | 「A Kiss at the End of the Rainbow」                     | 『みんなのうた』                            | マイケル・マッキーン、アネット・オトゥール                                               | [ 8 ]  |
| 2004 | 「Million Voices」                                       | 『ホテル・ルワンダ』                        | ワイクリフ・ジョン、ジェリー・デュプレシス、アンドレア・グエラ                           | [ 9 ]  |
| 2004 | 「ビリーブ」                                             | 『ポーラー・エクスプレス』                  | グレン・バラード、アラン・シルヴェストリ                                                 | [ 9 ]  |
| 2004 | 「The blind leading the blind」                          | 『アルフィー』                              | ミック・ジャガー、デイヴ・スチュワート                                                   | [ 9 ]  |
| 2004 | 「The Book of Love」                                     | 『Shall We Dance?』                         | ステファン・メリット                                                                     | [ 9 ]  |
| 2004 | 「ラーン・トゥ・ビー・ロンリー」                         | 『オペラ座の怪人』                          | アンドルー・ロイド・ウェバー                                                             | [ 9 ]  |
| 2004 | 「Shine Ya Light」                                       | 『炎のメモリアル』                          | ロビー・ロバートソン                                                                     | [ 9 ]  |
| 2005 | 「ア・ラヴ・ザット・ウィル・ネヴァー・グロウ・オールド」 | 『ブロークバック・マウンテン』              | グスターボ・サンタオラヤ、バーニー・トーピン                                             | [ 10 ] |
| 2005 | 「In the Deep」                                          | 『クラッシュ』                              | マイケル・ベッカー、キャスリーン・ヨーク                                                 | [ 10 ] |
| 2005 | 「ハスラーズ・アンビション」                             | 『ゲット・リッチ・オア・ダイ・トライン』    | 50セント、ブライアン・ヒューズ、フランキー・ビヴァリー                                   | [ 10 ] |
| 2005 | 「Magic Works」                                          | 『ハリー・ポッターと炎のゴブレット』        | ジャーヴィス・コッカー                                                                   | [ 10 ] |
| 2005 | 「Broken」                                               | 『キスキス,バンバン』                       | ロバート・ダウニー・ジュニア                                                             | [ 10 ] |
| 2006 | 「ユー・ノウ・マイ・ネーム」                             | 『007/カジノ・ロワイヤル』                  | クリス・コーネル                                                                         | [ 11 ] |
| 2006 | 「リッスン」                                             | 『ドリームガールズ』                        | ヘンリー・クリーガー、アン・プレヴェン、スコット・カルター、ビヨンセ                     | [ 11 ] |
| 2006 | 「ラヴ・ユー・アイ・ドゥ」                               | 『ドリームガールズ』                        | ヘンリー・クリーガー、サイーダ・ギャレット                                               | [ 11 ] |
| 2006 | 「Never Let Go」                                         | 『守護神』                                  | ブライアン・アダムス、トレヴァー・ラビン、エリオット・ケネディ                           | [ 11 ] |
| 2006 | 「Till the End of Time」                                 | 『リトル・ミス・サンシャイン』              | ニック・ウラタ、デヴォーチカ                                                             | [ 11 ] |
| 2006 | 「Upside Down」                                          | 『おさるのジョージ』                        | ジャック・ジョンソン                                                                     | [ 11 ] |
| 2007 | 「Grace is Gone」                                        | 『さよなら。いつかわかること』              | クリント・イーストウッド、キャロル・ベイヤー・セイガー                                   | [ 12 ] |
| 2007 | 「Do You Feel Me」                                       | 『アメリカン・ギャングスター』              | ダイアン・ウォーレン                                                                     | [ 12 ] |
| 2007 | 「Come So Far」                                          | 『ヘアスプレー』                            | マーク・シャイマン                                                                       | [ 12 ] |
| 2007 | 「Rise」                                                 | 『イントゥ・ザ・ワイルド』                  | エディ・ヴェダー                                                                         | [ 12 ] |
| 2007 | 「ライラ」                                               | 『ライラの冒険 黄金の羅針盤』               | ケイト・ブッシュ                                                                         | [ 12 ] |
| 2007 | 「If You Want Me」                                       | 『ONCE ダブリンの街角で』                   | グレン・ハンサード、マルケタ・イルグロヴァ                                               | [ 12 ] |
| 2008 | 「アナザー・ウェイ・トゥ・ダイ」                         | 『007/慰めの報酬』                          | ジャック・ホワイト                                                                       | [ 13 ] |
| 2008 | 「The Wrestler」                                         | 『レスラー』                                | ブルース・スプリングスティーン                                                           | [ 13 ] |
| 2008 | 「By the Boab Tree」                                     | 『オーストラリア』                          | フェリックス・マーハー、バズ・ラーマン、アンジェラ・リトル                               | [ 13 ] |
| 2008 | 「ジャイ・ホー」                                         | 『スラムドッグ$ミリオネア』                 | A・R・ラフマーン、グルザール                                                             | [ 13 ] |
| 2008 | 「ダウン・トゥ・アース」                                 | 『ウォーリー』                              | ピーター・ガブリエル                                                                     | [ 13 ] |
| 2008 | 「If the World」                                         | 『ワールド・オブ・ライズ』                  | ガンズ・アンド・ローゼズ                                                                 | [ 13 ] |
| 2009 | 「ザ・ウイーリ・カインド」                               | 『クレイジー・ハート』                      | ライアン・ビンガム、T・ボーン・バーネット                                                | [ 14 ] |
| 2009 | 「We Are the Children of the World」                     | 『Dr.パルナサスの鏡』                       | テリー・ギリアム                                                                         | [ 14 ] |
| 2009 | 「シネマ・イタリアーノ」                                 | 『NINE』                                    | モーリー・イェストン                                                                     | [ 14 ] |
| 2009 | 「I See In Color」                                       | 『プレシャス』                              | メアリー・J. ブライジ                                                                    | [ 14 ] |
| 2009 | 「夢まで あとすこし」                                    | 『プリンセスと魔法のキス』                  | ランディ・ニューマン                                                                     | [ 14 ] |
| 2009 | 「それがニューオーリンズ」                               | 『プリンセスと魔法のキス』                  | ランディ・ニューマン                                                                     | [ 14 ] |

### 2010年代
| 年   | 曲名                                                | 作品名                                                | 候補者 | 出典          |
| ---- | --------------------------------------------------- | ----------------------------------------------------- | --- | ------------- |
| 2010 | 「ユー・ハヴント・シーン・ザ・ラスト・オブ・ミー」  | 『バーレスク』                                        | ダイアン・ウォーレン | [ 15 ] [ 16 ] |
| 2010 | 「イフ・アイ・ライズ」                              | 『127時間』                                           | A・R・ラフマーン、ロロ・アームストロング、ダイド                                                                                   | [ 15 ] [ 16 ] |
| 2010 | 「アリス」                                          | 『アリス・イン・ワンダーランド』                      | アヴリル・ラヴィーン | [ 15 ] [ 16 ] |
| 2010 | 「Country Strong」                                  | 『カントリー・ストロング』                            | ジェニファー・ハンソン、マーク・ネスラー、トニー・マーティン                                                                       | [ 15 ] [ 16 ] |
| 2010 | 「What Part of Forever」                            | 『エクリプス/トワイライト・サーガ』                   | シーロー・グリーン、オー、ハッシュ!、ロブ・クライナー                                                                              | [ 15 ] [ 16 ] |
| 2010 | 「Eclipse (All Yours)」                             | 『エクリプス/トワイライト・サーガ』                   | エミリー・ヘインズ、ハワード・ショア、ジェームズ・ショー                                                                           | [ 15 ] [ 16 ] |
| 2011 | 「Lay Your Head Down」                              | 『アルバート氏の人生』                                | ブライアン・バーン、グレン・クローズ                                                                                               | [ 17 ]        |
| 2011 | 「Bridge of Light」                                 | 『ハッピー フィート2 踊るペンギンレスキュー隊』       | P!NK、ビリー・マン | [ 17 ]        |
| 2011 | 「Gathering Stories」                               | 『幸せへのキセキ』                                    | ヨンシー、キャメロン・クロウ | [ 17 ]        |
| 2011 | 「Hello Hello」                                     | 『ノミオとジュリエット』                              | エルトン・ジョン、バーニー・トーピン                                                                                               | [ 17 ]        |
| 2011 | 「Life's a Happy Song」                             | 『ザ・マペッツ』                                      | ブレット・マッケンジー | [ 17 ]        |
| 2011 | 「Man or Muppet」                                   | 『ザ・マペッツ』                                      | ブレット・マッケンジー | [ 17 ]        |
| 2012 | 「サドゥンリー」                                    | 『レ・ミゼラブル』                                    | クロード＝ミシェル・シェーンベルク、アラン・ブーブリル、ハーバート・クレッツマー                                                   | [ 18 ]        |
| 2012 | 「Fire in the Blood/Snake Song」                    | 『欲望のバージニア』                                  | エミルー・ハリス、ニック・ケイヴ、ウォーレン・エリス                                                                               | [ 18 ]        |
| 2012 | 「Learn Me Right」                                  | 『メリダとおそろしの森』                              | バーディー、ニック・ケイヴ、マムフォード・アンド・サンズ                                                                           | [ 18 ]        |
| 2012 | 「Love Always Comes as a Surprise」                 | 『マダガスカル3』                                     | ピーター・アッシャー、デイヴ・スチュワート                                                                                         | [ 18 ]        |
| 2012 | 「スカイフォール」                                  | 『007 スカイフォール』                                | アデル、ポール・エプワース | [ 18 ]        |
| 2012 | 「Still Alive」                                     | 『Paul Williams: Still Alive』                        | ポール・ウィリアムズ | [ 18 ]        |
| 2013 | 「ヤング・アンド・ビューティフル」                  | 『華麗なるギャツビー』                                | ラナ・デル・レイ、ダニエル・ヒース                                                                                                 | [ 19 ]        |
| 2013 | 「ハッピー」                                        | 『怪盗グルーのミニオン危機一発』                      | ファレル・ウィリアムス | [ 19 ]        |
| 2013 | 「アイ・シー・ファイア」                            | 『ホビット 竜に奪われた王国』                         | エド・シーラン | [ 19 ]        |
| 2013 | 「レット・イット・ゴー」                            | 『アナと雪の女王』                                    | クリステン・アンダーソン＝ロペス、ロバート・ロペス                                                                                 | [ 19 ]        |
| 2013 | 「Please, Mr. Kennedy」                             | 『インサイド・ルーウィン・デイヴィス 名もなき男の歌』 | エド・ラッシュ、ジョージ・クロマティ、T・ボーン・バーネット、ジャスティン・ティンバーレイク、コーエン兄弟                          | [ 19 ]        |
| 2013 | 「So You Know What It's Like」                      | 『ショート・ターム』                                  | ラキース・スタンフィールド、デスティン・ダニエル・クレットン                                                                       | [ 19 ]        |
| 2014 | 「We Will Not Go」                                  | 『ヴィルンガ』                                        | J・ラルフ | [ 20 ]        |
| 2014 | 「Everything Is Awesome」                           | 『LEGO ムービー』                                     | ショーン・パターソン、ジョシュア・バーソロミュー、リサ・ハリトン、アキヴァ・シェイファー、アンディ・サムバーグ、ヨーマ・タコンヌ   | [ 20 ]        |
| 2014 | 「I'll Get You What You Want (Cockatoo in Malibu)」 | 『ザ・マペッツ2/ワールド・ツアー』                    | ブレット・マッケンジー | [ 20 ]        |
| 2014 | 「I'm Not Gonna Miss You」                          | 『Glen Campbell: I'll Be Me』                         | グレン・キャンベル、ジュリアン・レイモンド                                                                                         | [ 20 ]        |
| 2014 | 「Split the Difference」                            | 『6才のボクが、大人になるまで。』                     | イーサン・ホーク | [ 20 ]        |
| 2014 | 「What Is Love」                                    | 『ブルー2 トロピカル・アドベンチャー』                | ネイト・ワンダー、ローマン・ジャンアーサー・アーヴィン、ジャネール・モネイ                                                         | [ 20 ]        |
| 2015 | 「ティル・イット・ハプンズ・トゥ・ユー」            | 『ハンティング・グラウンド』                          | レディー・ガガ、ダイアン・ウォーレン                                                                                               | [ 21 ]        |
| 2015 | 「Cold One」                                        | 『幸せをつかむ歌』                                    | ジェニー・ルイス、ジョナサン・ライス                                                                                               | [ 21 ]        |
| 2015 | 「Love Me like You Do」                             | 『フィフティ・シェイズ・オブ・グレイ』                | マックス・マーティン、サヴァン・コテチャ、イリヤ・サルマンザデー、アリ・パヤミ、トーヴ・ロー                                       | [ 21 ]        |
| 2015 | 「One Kind of Love」                                | 『ラブ&マーシー 終わらないメロディー』                | ブライアン・ウィルソン | [ 21 ]        |
| 2015 | 「シー・ユー・アゲイン」                            | 『ワイルド・スピード SKY MISSION』                    | DJ・フランク・E、チャーリー・プース、ウィズ・カリファ、アンドリュー・セダー                                                        | [ 21 ]        |
| 2015 | 「ライティングズ・オン・ザ・ウォール」              | 『007 スペクター』                                    | ジミー・ネピア、サム・スミス | [ 21 ]        |
| 2016 | 「シティ・オブ・スターズ」                          | 『ラ・ラ・ランド』                                    | ジャスティン・ハーウィッツ、パセク&ポール                                                                                          | [ 22 ] [ 23 ] |
| 2016 | 「キャント・ストップ・ザ・フィーリング!」           | 『トロールズ』                                        | マックス・マーティン、シェルバック、ジャスティン・ティンバーレイク                                                                 | [ 22 ] [ 23 ] |
| 2016 | 「Dancing with Your Shadow」                        | 『A Boy Called Po』                                   | バート・バカラック、ビリー・マン                                                                                                   | [ 22 ] [ 23 ] |
| 2016 | 「オーディション（ザ・フールズ・フー・ドリーム）」  | 『ラ・ラ・ランド』                                    | ジャスティン・ハーウィッツ、パセク&ポール                                                                                          | [ 22 ] [ 23 ] |
| 2016 | 「I'm Still Here」                                  | 『ミス・シャロン・ジョーンズ!』                       | シャロン・ジョーンズ | [ 22 ] [ 23 ] |
| 2016 | 「Runnin」                                          | 『ドリーム』                                          | ファレル・ウィリアムス | [ 22 ] [ 23 ] |
| 2017 | 「Stand Up for Something」                          | 『マーシャル 法廷を変えた男』                         | コモン、ダイアン・ウォーレン | [ 24 ] [ 25 ] |
| 2017 | 「I Don't Wanna Live Forever」                      | 『フィフティ・シェイズ・ダーカー』                    | テイラー・スウィフト、サム・デュウ、ジャック・アントノフ                                                                           | [ 24 ] [ 25 ] |
| 2017 | 「It Ain't Fair」                                   | 『デトロイト』                                        | レイモンド・アングリー、フォンテ、ブラック・ソート、クエストラヴ                                                                   | [ 24 ] [ 25 ] |
| 2017 | 「Prayers for This World」                          | 『シリアからの叫び』                                  | ダイアン・ウォーレン | [ 24 ] [ 25 ] |
| 2017 | 「The Promise」                                     | 『THE PROMISE/君への誓い』                            | クリス・コーネル | [ 24 ] [ 25 ] |
| 2017 | 「Truth to Power」                                  | 『不都合な真実2 放置された地球』                      | ライアン・テダー | [ 24 ] [ 25 ] |
| 2018 | 「シャロウ 〜『アリー/ スター誕生』 愛のうた」      | 『アリー/ スター誕生』                                | レディー・ガガ、アンドリュー・ワイヤット、アンソニー・ロッソマンド、マーク・ロンソン                                               | [ 26 ]        |
| 2018 | 「オール・ザ・スターズ」                            | 『ブラックパンサー』                                  | ケンドリック・ラマー、サウンウェーヴ、アル・シャックス、SZA、アンソニー・ティフィス                                                | [ 26 ]        |
| 2018 | 「Can You Imagine That?」                           | 『メリー・ポピンズ リターンズ』                       | マーク・シャイマン、スコット・ウィットマン                                                                                         | [ 26 ]        |
| 2018 | 「Requiem for a Private War」                       | 『プライベート・ウォー』                              | アニー・レノックス | [ 26 ]        |
| 2018 | 「Revelation」                                      | 『ある少年の告白』                                    | トロイ・シヴァン、ブレット・マクラフリン、ヨンシー                                                                                 | [ 26 ]        |
| 2018 | 「Strawberries & Cigarettes」                       | 『Love, サイモン 17歳の告白』                         | トロイ・シヴァン、ジャック・アントノフ、アレックス・ホープ                                                                         | [ 26 ]        |
| 2019 | 「(アイム・ゴナ)ラヴ・ミー・アゲイン」              | 『ロケットマン』                                      | エルトン・ジョン、バーニー・トーピン                                                                                               | [ 27 ] [ 28 ] |
| 2019 | 「Don't Call Me Angel」                             | 『チャーリーズ・エンジェル』                          | アリアナ・グランデ、マックス・マーティン、サヴァン・コテチャ、イリヤ・サルマンザデー、マイリー・サイラス、アルマ、ラナ・デル・レイ | [ 27 ] [ 28 ] |
| 2019 | 「イントゥ・ジ・アンノウン」                        | 『アナと雪の女王2』                                   | クリステン・アンダーソン＝ロペス、ロバート・ロペス                                                                                 | [ 27 ] [ 28 ] |
| 2019 | 「スピリット」                                      | 『ライオン・キング』                                  | イリヤ・サルマンザデー、ラビリンス、ビヨンセ                                                                                       | [ 27 ] [ 28 ] |
| 2019 | 「スワン・ソング」                                  | 『アリータ: バトル・エンジェル』                      | デュア・リパ、ジャスティン・トランター、ケネディ・ライケン、マティアス・ラーション、ロビン・フリードリクソン、トム・ホーケンバーグ | [ 27 ] [ 28 ] |
| 2019 | 「孤独なカウボーイのバラード」                      | 『トイ・ストーリー4』                                 | ランディ・ニューマン | [ 27 ] [ 28 ] |

### 2020年代
| 年   | 曲名                                      | 作品名                                           | 候補者 | 出典          |
| ---- | ----------------------------------------- | ------------------------------------------------ | --- | ------------- |
| 2020 | 「Io sì (Seen)」                          | 『これからの人生』                               | ニッコロ・アグリアルディ、ラウラ・パウジーニ、ダイアン・ウォーレン                                               | [ 29 ] [ 30 ] |
| 2020 | 「Everybody Cries」                       | 『アウトポスト』                                 | ラリー・グルーペ、ロッド・ルーリー、リタ・ウィルソン                                                             | [ 29 ] [ 30 ] |
| 2020 | 「ヒア・マイ・ヴォイス」                  | 『シカゴ7裁判』                                  | ダニエル・ペンバートン、セレステ                                                                                 | [ 29 ] [ 30 ] |
| 2020 | 「The Other Side」                        | 『トロールズ ミュージック★パワー』               | ジャスティン・ティンバーレイク                                                                                   | [ 29 ] [ 30 ] |
| 2020 | 「Rocket to the Moon」                    | 『フェイフェイと月の冒険』                       | クリストファー・カーティス、マージョリー・ダッフィールド、ヘレン・パーク                                         | [ 29 ] [ 30 ] |
| 2020 | 「Speak Now」                             | 『あの夜、マイアミで』                           | サム・アシュワース、レスリー・オドム・Jr                                                                         | [ 29 ] [ 30 ] |
| 2021 | 「Colombia, Mi Encanto」                  | 『ミラベルと魔法だらけの家』                     | リン＝マニュエル・ミランダ                                                                                       | [ 31 ]        |
| 2021 | 「ビー・アライヴ」                        | 『ドリームプラン』                               | ビヨンセ・ノウルズ＝カーター、ディクソン                                                                         | [ 31 ]        |
| 2021 | 「Beyond the Shore」                      | 『コーダ あいのうた』                            | ニコラス・バクスター、マット・ダハン、マリウス・デ・フリース、シアン・ヘダー                                     | [ 31 ]        |
| 2021 | 「Down to Joy」                           | 『ベルファスト』                                 | ヴァン・モリソン                                                                                                 | [ 31 ]        |
| 2021 | 「Here I Am (Singing My Way Home)」       | 『リスペクト』                                   | ジェイミー・ハートマン、ジェニファー・ハドソン、キャロル・キング                                                 | [ 31 ]        |
| 2021 | 「ノー・タイム・トゥ・ダイ」              | 『007/ノー・タイム・トゥ・ダイ』                 | ビリー・アイリッシュ、フィニアス・オコネル                                                                       | [ 31 ]        |
| 2022 | 「ホールド・マイ・ハンド」                | 『トップガン マーヴェリック』                    | レディー・ガガ                                                                                                   | [ 32 ]        |
| 2022 | 「Applause」                              | 『私たちの声』                                   | ダイアン・ウォーレン                                                                                             | [ 32 ]        |
| 2022 | 「カロリーナ」                            | 『ザリガニの鳴くところ』                         | テイラー・スウィフト                                                                                             | [ 32 ]        |
| 2022 | 「リフト・ミー・アップ」                  | 『ブラックパンサー/ワカンダ・フォーエバー』      | リアーナ | [ 32 ]        |
| 2022 | 「ナートゥ・ナートゥ」                    | 『RRR』                                          | カーラ・バイラヴァ、M・M・キーラヴァーニ、ラーフル・シプリガンジ                                                 | [ 32 ]        |
| 2022 | 「ベガス」                                | 『エルヴィス』                                   | ドージャ・キャット                                                                                               | [ 32 ]        |
| 2023 | 「ホワット・ワズ・アイ・メイド・フォー?」 | 『バービー』                                     | ビリー・アイリッシュ、フィニアス・オコネル                                                                       | [ 33 ] [ 34 ] |
| 2023 | 「The Fire Inside」                       | 『フレーミングホット!チートス物語』              | ダイアン・ウォーレン                                                                                             | [ 33 ] [ 34 ] |
| 2023 | 「アイム・ジャスト・ケン」                | 『バービー』                                     | マーク・ロンソン、アンドリュー・ワイアット                                                                       | [ 33 ] [ 34 ] |
| 2023 | 「It Never Went Away」                    | 『ジョン・バティステ: アメリカン・シンフォニー』 | ジョン・バティステ、ダン・ウィルソン                                                                             | [ 33 ] [ 34 ] |
| 2023 | 「ピーチス」                              | 『ザ・スーパーマリオブラザーズ・ムービー』       | ジャック・ブラック、アーロン・ホーヴァス、マイケル・ジェレニック、エリック・オズモンド、ジョン・スパイカー       | [ 33 ] [ 34 ] |
| 2023 | 「Road to Freedom」                       | 『ラスティン: ワシントンの「あの日」を作った男』 | レニー・クラヴィッツ                                                                                             | [ 33 ] [ 34 ] |
| 2024 | 「Mi Camino」                             | 『エミリア・ペレス』                             | クレモン・デュコル、カミーユ                                                                                     | [ 35 ] [ 36 ] |
| 2024 | 「El Mal」                                | 『エミリア・ペレス』                             | クレモン・デュコル、カミーユ、ジャック・オーディアール                                                           | [ 35 ] [ 36 ] |
| 2024 | 「The Journey」                           | 『The Six Triple Eight』                         | ダイアン・ウォーレン                                                                                             | [ 35 ] [ 36 ] |
| 2024 | 「Kiss the Sky」                          | 『野生の島のロズ』                               | ドレーシー、ジョーダン・ジョンソン、ステファン・ジョンソン、マレン・モリス、マイケル・ポラック、アリ・タンポージ | [ 35 ] [ 36 ] |
| 2024 | 「Never Too Late」                        | 『エルトン・ジョン Never Too Late』              | エルトン・ジョン、ブランディ・カーライル                                                                         | [ 35 ] [ 36 ] |
| 2024 | 「Winter Coat」                           | 『ブリッツ ロンドン大空襲』                      | ニコラス・ブリテル、スティーヴ・マックイーン、タウラ・スティンソン                                               | [ 35 ] [ 36 ] |